# Botschantzevia karatavica
Botschantzevia karatavica är en korsblommig växtart som först beskrevs av Sergej Julievitsch Lipschitz och Nikolai Vasilievich Pavlov, och fick sitt nu gällande namn av M.M. Nabiev. Botschantzevia karatavica ingår i släktet Botschantzevia och familjen korsblommiga växter. Inga underarter finns listade i Catalogue of Life.